# Sés
María Xosé Silvar, (Corunha,  12 de novembro de 1982) mais conhecida como Sés ou SES, é uma cantautora galega de origem bergantinha.

## Trajetória
Iniciou a sua formação em dança e música tradicional galega. Além disso, é mestre e licenciada em Filologia Galega e Antropologia Social.
Em 2007, criou o grupo Chama-lhe Xis! junto com outros três amigos. Foram uma das revelações musicais daquele ano e um dos vencedores do concurso Acoruña Son, apadrinhado por Santiago Auserón.
Em 2010, Sés apresentou a música Tola atrás de ti e, em março de 2011, gravou o seu primeiro álbum de estúdio, intitulado Admirando a condición. Em 7 de junho de 2013, apresentou o segundo álbum, Co o xenio destrozado no Teatro Principal de Santiago de Compostela.
Em 2015, lançou o seu terceiro disco: Tronzar os valos,  e em novembro de 2016, lançou o single A Paz Esquiva, prelúdio do seu quarto álbum, Opoñerse a extinción, que saiu em 2 de dezembro de 2016.
Em novembro de 2017, apresentou o single Readmirando a condición, prelúdio do seu quinto álbum de estúdio, que inclui também as onze canções do seu primeiro disco, Admirando a Condición (2011). Desta vez, as doze faixas foram musicadas e arranjadas pela própria Sés, que atuou como produtora musical e executiva.
Em março de 2019, foi lançado Raiva ao silêncio, um álbum em que Sés interpreta versões de canções revolucionárias, principalmente da América Latina (Carlos Puebla, Mercedes Sosa, Soledad Bravo, entre outros), mas também de Portugal (José Afonso) e da Galiza (Fuxan os Ventos). Em fevereiro de 2020, publicou um novo disco, Liberar as arterias, com 12 canções inéditas. O título é uma homenagem à ativista e poeta Luz Fandiño, cujos versos estão musicados na faixa que dá nome ao álbum.

## Reconhecimentos
- 2019 - Prémio Mulheres em Ação da Mostra Internacional de Teatro Cómico e Festivo de Cangas.[14]
- 2020 - Prémio Ínsua dos Poetas[15]
- 2023 - Pregão das festas dos Milagres de Caión

## Discografía
- 2011 - Admirando a condición
- 2013 - Co xenio destrozado
- 2015 - Tronzar os valos
- 2016 - Opoñerse á extinción
- 2017 - Readmirando a condición
- 2019 - Rabia ao silencio
- 2020 - Liberar as arterias
- 2022 - Diante un eco